# Sannicandro di Bari
Sannicandro di Bari é uma comuna italiana da região da Puglia, província de Bari, com cerca de 9.363 habitantes. Estende-se por uma área de 55 km², tendo uma densidade populacional de 170 hab/km². Faz fronteira com Acquaviva delle Fonti, Adelfia, Binetto, Bitetto, Bitritto, Cassano delle Murge, Grumo Appula.

## Demografia
| Variação demográfica do município entre 1861 e 2011                               |
|                                                                                   |
| Fonte: Istituto Nazionale di Statistica (ISTAT) - Elaboração gráfica da Wikipedia |